# بيرجمان آيلاند
بيرجمان آيلاند أو جزيرة بيرجمان (بالإنجليزية: Bergman Island)‏ هو فيلم دراما تم إنتاجه في البرازيل والمكسيك وألمانيا والسويد وفرنسا وصدر سنة 2021 بطولة ميا هانسن لاف وفيكي كريبس وميا فاشيكوفسكا وتيم روث.

## القصة
تدور الأحداث حول زوجين أميركيين يعملان في صناعة الأفلام ينسحبان إلى الجزيرة لقضاء الصيف ليكتب كل منهما سيناريوهات لأفلامهما القادمة، ومع تقدم الصيف وسيناريوهاتهما، يسيطر الخيال على الرحلة.

## الإيرادات
حقق الفيلم أرباح تقدر بـ 600 ألف دولار.

## وصلات خارجية
بيرجمان آيلاند على موقع IMDb (الإنجليزية)
- بيرجمان آيلاند على موقع ميتاكريتيك (الإنجليزية)
- بيرجمان آيلاند على موقع روتن توميتوز (الإنجليزية)
- بيرجمان آيلاند على موقع ألو سيني (الفرنسية)
- بيرجمان آيلاند على موقع فيلمافينيتي (الإسبانية)
- بيرجمان آيلاند على موقع قاعدة بيانات الأفلام السويدية (السويدية)
- بيرجمان آيلاند على موقع قاعدة بيانات الفيلم (الإنجليزية)
- بيرجمان آيلاند على موقع ليتربوكسد (الإنجليزية)
- بيرجمان آيلاند على موقع كينوبويسك (الروسية)